# Oud Gereformeerde Gemeenten in Nederland (buiten verband)
De Oud Gereformeerde Gemeenten in Nederland (buiten verband), afgekort OGGiNbv is een kerkgenootschap in Nederland, opgericht in 2007.

## Geschiedenis
De Oud Gereformeerde Gemeente in Nederland in Sint Philipsland scheurde in oktober 2007 door een conflict tussen de predikant A.P. (Adriaan) van der Meer en enkele leden van de kerkenraad. Tijdens een preek zouden er persoonlijke uitspraken zijn gedaan over een lid van de kerkenraad. Naar aanleiding hiervan werd Van der Meer door de classis West van de Oud Gereformeerde Gemeenten in Nederland tijdelijk geschorst. Op 26 september 2007 zegde de geschorste predikant zijn lidmaatschap op van de Oud Gereformeerde Gemeenten in Nederland.
Na het opzeggen van zijn lidmaatschap heeft Van der Meer de OGGiNbv gesticht. Naast de gemeente in Sint Philipsland heeft in februari 2008 ook de gemeente in Bolnes zich bij Van der Meer aangesloten.
Ook in Krimpen aan den IJssel, waar Van der Meer van 1984 tot 1999 predikant was in de Oud Gereformeerde Gemeente in Nederland, is een gemeente gesticht. Hij preekte niet alleen in de gemeenten in Sint-Philipsland en Bolnes, maar ging ook regelmatig voor in kerkdiensten in Dinteloord en Veenendaal. Met Pinksteren 2011 nam Van der Meer afscheid als predikant. Van der Meer ging met emeritaat, maar gaat sindsdien af en toe nog wel voor in de OGGiNbv.
Op 2 september 2019 is dhr. C.G. (Geurt) op 't Hof door de gemeente in Sint Philipsland beroepen als lerend ouderling. Hij heeft dit beroep aangenomen. Dit kleine kerkverband kreeg hierdoor weer zicht op een eigen predikant. Op 't Hof werd op 7 december dat jaar bevestigd tot lerend ouderling door ds. D.C. Flapper van de vrije Oud Gereformeerde Gemeenten. Op zaterdag 13 juli 2024 werd hij door ds. D.C. Flapper bevestigd als predikant van de gemeente in Sint Philipsland, waarna ds. Op 't Hof 's middags intrede deed.
De kleine gemeenten van Bolnes en Krimpen aan den IJssel zijn inmiddels opgeheven.